# Guadamassil

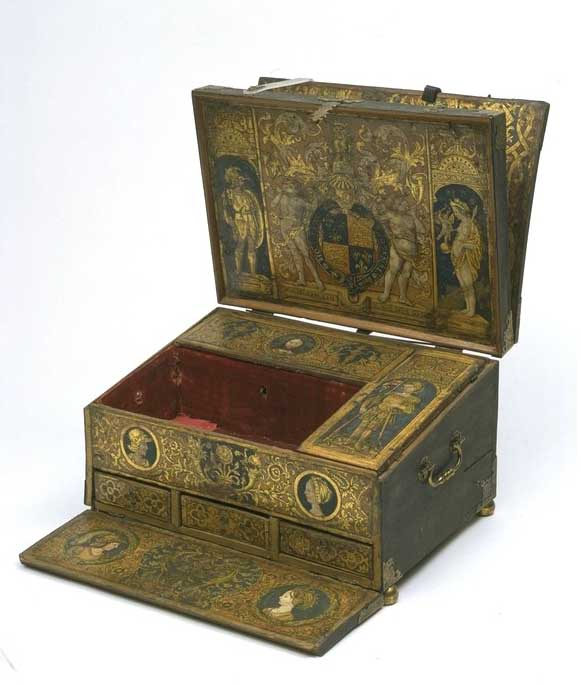
Escriptori del rei Enric VIII d'Anglaterra, amb guadamassil daurat. Any 1525

Guadamassil (en castellà guadamecil, guadamecí o guadamací) és cuir pintat o gravat amb dibuixos estampats, en cas de tenir la superfície daurada o platejada s'anomena guadamassil brocat. Sorgeix a l'edat mitjana, a la ciutat nord-africana de Gadames, però a través de Còrdova, primer centre de fabricació (al qual s'afegiren Granada, Madrid, València i Barcelona), va ser exportat a la resta d'Europa.
Alguns artesans guadamassilers usen el terme exclusivament per al cuir metal·litzat amb or o plata, però d'altres l'accepten per a tota mena de cuir policromat i gravat.
Va ser utilitzat per a folrar caixes, arquetes, coixins, poltrones, etc., per a entapissar parets d'estances i per a l'enquadernació de llibres. Va rebre la influència de diferents estils artístics i assoleix el màxim apogeu als s. XVI i XVII.

## Etimologia
S'accepta que l'origen del mot guadamassil prové de la ciutat nord-africana de Ghadamès, on ja a l'edat mitjana eren famosos els seus cuirs.
Charles Davillier, col·leccionista d'art i escriptor francés, va ser el primer a exposar aquesta teoria el 1870 a partir d'una cita d'una obra del segle xii titulada El jardí perfumat per les notícies de les comarques de l'autor d'Ebn'Abd el Noúr el-Hamíri el Toúnsi.
Elena Pezzi té una altra hipòtesi més versemblant sobre l'origen i significat del mot guadamassil, que equivaldria a pell treballada i decorada. Segons ella, les formes antigues de la paraula guadamassil en castellà i català com guadamassi, guadameixir o guadamezir difícilment podrien derivar del topònim Ghadamès.
La paraula guadamaeixir és la forma que té una correspondència més exacta amb el mot àrab masir. Aquesta paraula significa cobert de fulles, decorat, revestit. És aquest caràcter decoratiu que ens remet a les qualitats artístiques del que anomenem guadamassil.
El vocable Masir és l'origen a tota la Península de les diferents denominacions que s'ha donat a la pell daurada, repussada i policromada, o sigui al guadamassil, a partir de la locució àrab Wad'al-masir, emprada com un adjectiu que definiria la qualitat i caràcter del seu treball i ornamentació.
Una altra teoria és que la forma usada per l'àrab hispà per denominar el cuir era gueld, conjuntament amb la forma masir evolucionaria al mot guadamassil. El que sí que és innegable és l'origen d'aquest mot en el món àrab.

## Història

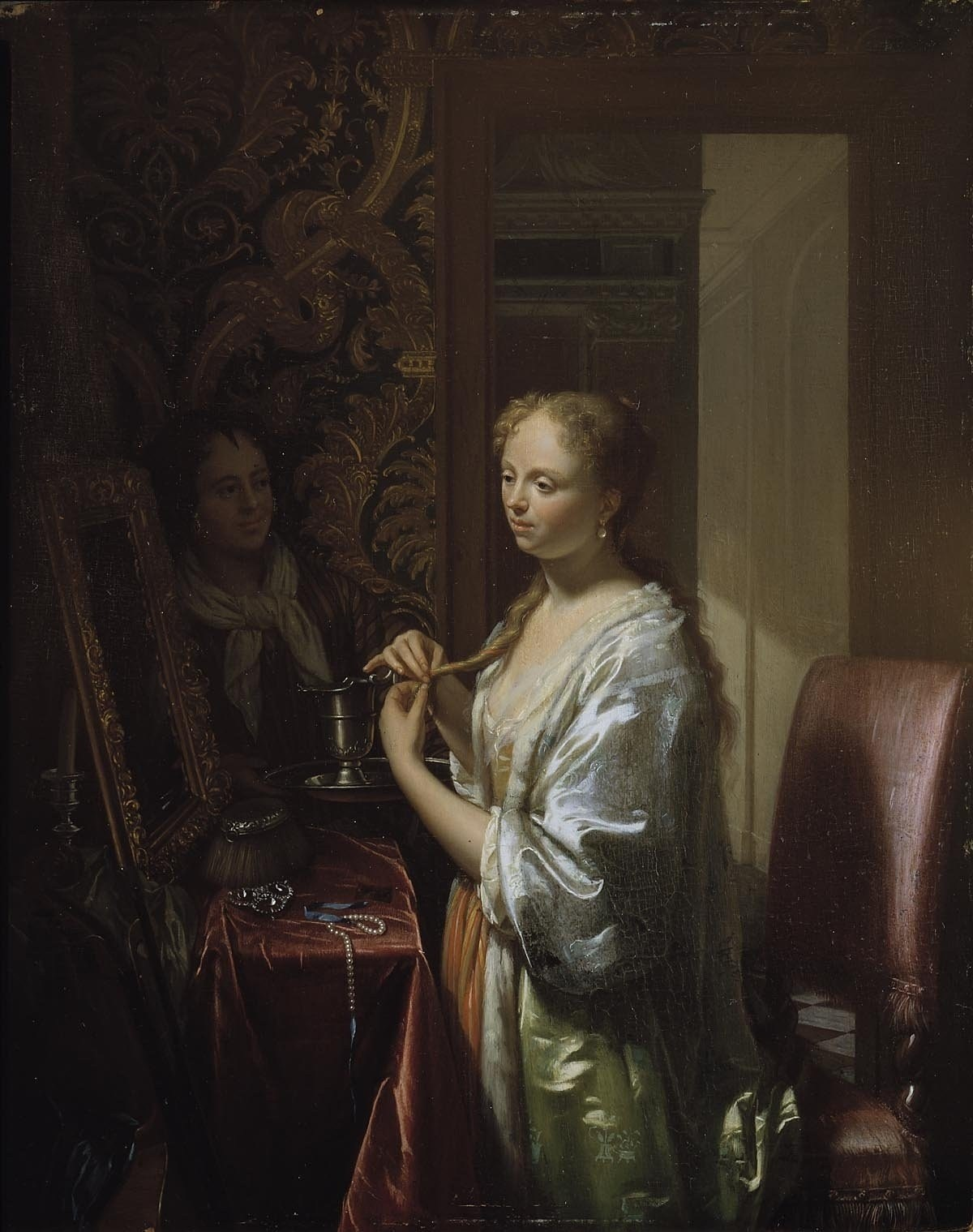
Pintura de Philip van Dijk amb un guadamassil a la paret del fons

L'adobat de pells es practicava en pobles antics i probablement els fenicis ho feien amb taní i que posseïen també l'art de pintar les pells, dels que sens dubte ho van aprendre els grecs i romans que empraven el cuir per exemple en els seus escuts.
Els àrabs, i anteriorment altres pobles nòmades, feien gran ús de les pells adobades per a les seves tendes mòbils. A partir del segle viii els àrabs van establir la indústria dels guadamassils a Espanya, principalment a Còrdova i els treballs van ser exportats a Europa on van gaudir de fama des del segle xi. Van seguir Sevilla, Toledo i altres poblacions, entre les quals figura Barcelona des de principis del segle xiv, si no abans, així com Granada, Madrid i València. En els segles xvi i xvii es van imitar a França i des del XV a Flandes i Venècia.
Des del segle xiv s'empraven aquests productes industrials i artístics per entapissar el terra i l'interior de luxoses habitacions i també per a frontals d'altar i mobles folrats amb preciosos guadamassils a Itàlia, França, Espanya, etc.
El guadamassil ha seguit una evolució, tant en el seu procés tècnic com en els motius ornamentals representats, paral·lela al canvi de gustos i d'estils de totes les arts decoratives en general. S'han conservat molt pocs exemplars de guadamassils dels segles xiv i xv, tots ells amb uns motius clarament de tradició àrab.
En el segle xvi el guadamassil va experimentar un gran desenvolupament i s'utilitzava sobretot en revestiments murals i en la confecció de frontals d'altar. Els guadamassils del segle xv i principis del XVII estan inspirats en els motius representats en els dissenys tèxtils de l'època. S'intentava reproduir els rics domassos i brocats de seda, a més de policromar i ferretejar la pell daurada.
En el segle xvii creix la demanda de revestiments murals de guadamassils, gràcies a dues noves innovacions tècniques es va poder incrementar la producció i alhora l'abaratiment de costos, donant una resposta positiva a aquesta demanda. S'inventa el guadamassil repussat de forma mecànica, i la utilització de motlles i contramotlles de fusta produeix una gran quantitat de guadamassils repussats idèntics. L'altra gran aportació tècnica és l'ús de planxes metàl·liques per imitar el ferrejat manual.
La innovació del guadamassil estampat amb motlle es produeix a Holanda a principis del segle xvii, però no arriba a la Península fins un segle després. Els dissenys del segle xviii creen dibuixos continus entre totes les peces de guadamassil, això es va aconseguir a partir de crear un patró amb un motiu central i mitjos dibuixos laterals, que en unir-se amb altres donaven la sensació de continuïtat. L'ornamentació al llarg d'aquest segle consistia sobretot amb la representació d'ocells, flors, branques i orles, a més aquests guadamassils ornamentals perden progressivament el seu repussat.
L'evolució del guadamassil va estar marcat per una gran influència del teixit, amb l'aparició de la indústria tèxtil, i amb ella l'abaratiment dels teixits, va comportar la substitució de revestiments de pell per revestiments tèxtils que permetien una varietat de dissenys i colors més ampla. Un altre fet que va comportar el declivi de la producció de guadamassils, va ser l'aparició de revestiments de paper al Japó .
A finals del segle xix a Catalunya es produeix un intent de recuperació de l'art del guadamassil, moment en què es redescobreixen les arts industrials i els oficis artístics, com el treball del ferro, els vitralls, etc. A l'Exposició Universal de Barcelona l'any 1888, es van presentar dos fabricants catalans de guadamassils, Josep Dalmau i Miquel Fargas Vilaseca, aquest últim va obtenir dues medalles d'or en aquesta exposició i un diploma d'honor a l'Exposició de París de 1889.
Actualment es segueix treballant a la ciutat de Còrdova, en tallers artesans.

## Guadamassilers barcelonins
L'organització dels guadamassilers barcelonins en gremis, no apareix oficialment fins al 1539, tot i que el 1316 ja existien dos artesans que impartien aquesta professió, Pere Ferrer i Pere de Torres, ambdós s'inclouen en una memòria designats amb el nom de massilers, del Consell de Cent de la Ciutat de Barcelona. Posteriorment el 1513, s'incorporen Gaspar de Castanyeda.
Primitivament durant els segles xiv i xv, els guadamassilers barcelonins es trobaven vinculats a la Cofradía de San Esteban de los Fresneros, conjuntament amb altres oficis com els tapissers, brodadors, pintors, orfebres, etc.
El segle xvi és quan la indústria del cuir artístic pren gran increment a Espanya, pel gust dels guadamassils en la decoració de temples i cases particulars.

### Aprenentatge
En una primera instància, era necessari crear un formulari dels contractes d'aprenentatge de l'art del guadamassiler, en general, aquest era idèntic al d'altres oficis, a excepció de petites variants.
En primer lloc es consigna l'afiliació del jove aspirant a mestre, amb la consigna dels tutors, cuidadors o familiars més pròxims, en cas que sigui menor d'edat, aquests seran els que firmaran el document redactat com a contracte.
Aquest document especifica la duració del contracte, la promesa del deixeble de no aprendre cap altra professió i es condiciona l'obligada convivència del deixeble amb el seu mestre. A més es comprometia a no abstendre's de al feina sense un previ consentiment del mestre, de no ser així, s'obligava a recuperar els dies faltats o bé a indemnitzar al patró.
Per altra banda, l'artesà pactava el compromís d'ensenyar al deixeble el seu ofici tan bé com pogués, a més de proporcionar-li menjar, beguda i allotjament. En el millor dels casos també podia subministrar-li vestimenta i altres coses necessàries per al jove aprenent.
En el contracte també es podia estipular la quantia de diners que rebria l'alumne, tot i que si no quedava especificada podia anar a càrrec de la voluntat del mestre, i podia ser reduïda per la compensació en espècies,com el subministrament de calçat i vestimenta nova.
Pel que fa al trets específics expressament relacionats amb l'ofici de guadamassiler, trobem:
En primer lloc, la gran majoria de Mestres eren ciutadans de Barcelona, mentre que els deixebles podien ser de la ciutat comtal o de procedències estrangeres, principalment franceses.
L'edat dels aprenents oscil·lava entre els 14 i els 22 anys, i el temps d'aprenentatge variava d'un a cinc anys. Els diners que rebia l'aprenent, si no eren especificats a l'inici del contracte, podien estar relacionats amb l'examen final, en què es passava d'alumne a mestre.

## La Tècnica del Guadamassil
El guadamassil és una tècnica del treball artístic de la pell que dona com a resultat un producte amb una funcionalitat clarament estètica, decorativa i sumptuària. Els trets diferencials del guadamassil respecte al cordovà i a altres tècniques artístiques de la pell, són el tipus de pell emprada i els fons daurats.
La pell emprada en l'elaboració dels guadamassils és la badana o la pell de moltó. La badana fa referència a una precedència animal concreta i a una qualitat determinada de la pell adobada. S'exigia la utilització de la pell de bé mascle essent prohibida la pell d'ovella per la seva qualitat inferior, aquesta era deguda a la deformació que pateix l'animal durant la procreació.
L'elaboració dels guadamassils respon a les reglamentacions gremials que fixaven les diferents tècniques i qualitats, tant dels materials emprats com del producte final acabat, i també l'ofici i les condicions laborals dels mateixos guadamassilers. Es coneixien diverses Ordenances del gremi de Guadamassilers de diferents ciutats, però la primera que hi ha constància és al de Toledo, datada del 1502.
En quasi totes les ordenances es dictaven normatives respecte a les mides dels guadamassils. Aquestes responien a les mides del motlle concret de cada gremi, el qual generalment mesurava aproximadament 62,7x53,3 cm.
Una altra norma comuna era l'obligació d'utilitzar pintura a l'oli, essent permesa la pintura al tremp només pel color rosa, i posteriorment tot havia d'estar envernissat. La pell és primerament platejada, és a dir, recoberta de fines làmines de plata, després s'afegeix colradura a les parts que volen imitar l'or i posteriorment es policroma i ferreteja.

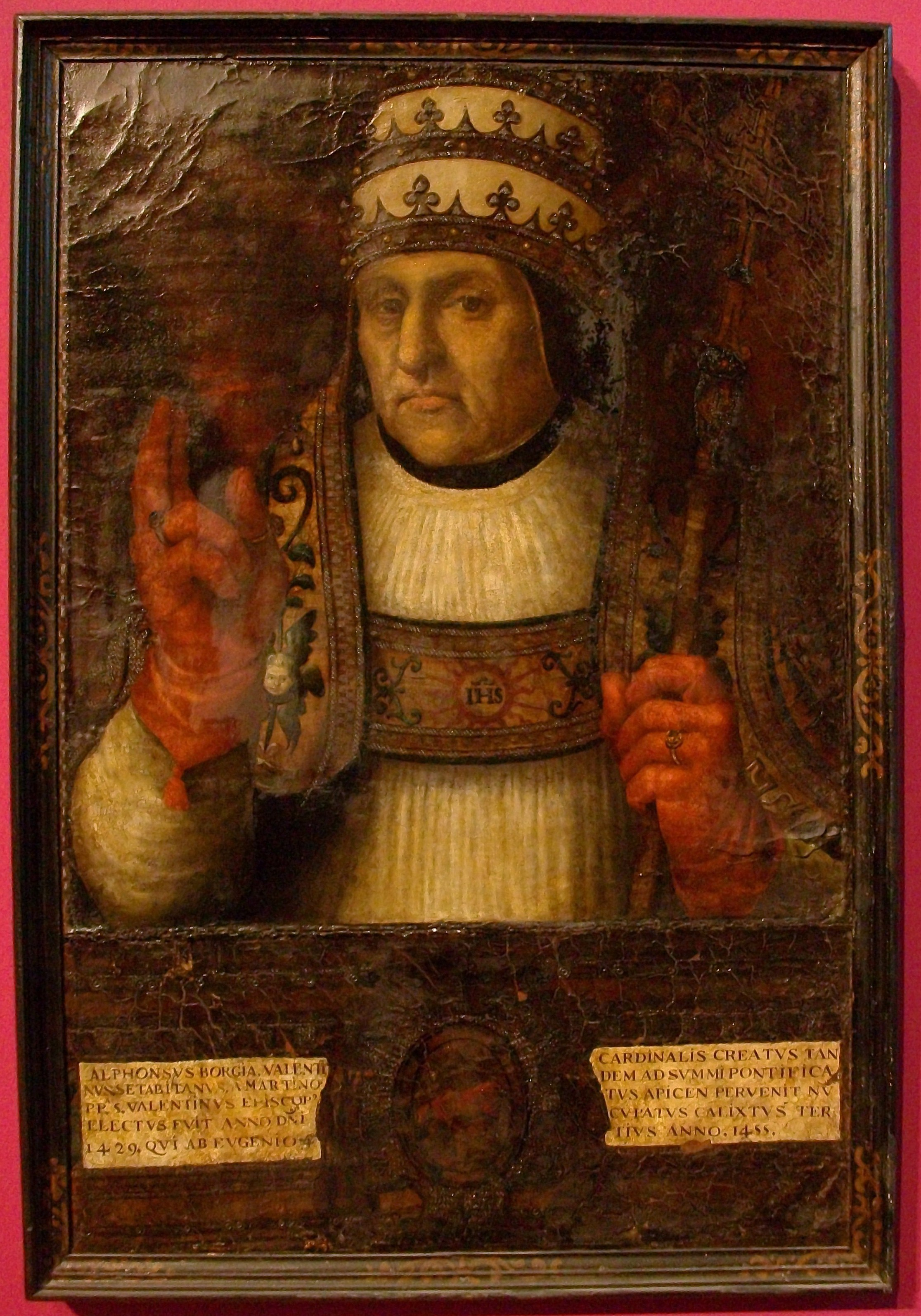
Retrat d'Alfons de Borja com a papa Calixt III, obra de Joan de Joanes (1523-1479) de la sèrie de prelats valencians de la catedral de València. Pintura sobre guadamassil, 83 x 56 cm. Museo de la Catedral de Valencia

Generalment la base daurada del guadamassil és fruit de la plata colrada, tot i que en algun cas excepcional la pell és recoberta de pa d'or, de manera que adquireix una qualitat molt superior. El que sí que devia ésser més freqüent era substituir els fulls de plata per estany amb la finalitat d'abaratir-ne el cost. En quasi totes les Ordenances dels Gremis de Guadamassilers es declara expressament la prohibició de l'ús de l'estany tot esmentant les penes que s'imposaven als defraudadors.

### Usos
El guadamassil, pel seu caràcter estètic, és emprat com a revestiment de parets, frontals d'altar, pintures, coixins, tapisseries, paravents, cofres i arquetes, cadires, i les tapes de llibres, amb folres artístics de cuir amb pintures i repussats amb l'estil propi de la seva època, etc. Tot i que l'ús més freqüent serà el recobriment mural d'habitacions.
L'ús de revestiments de pell en les parets d'estances, era principalment com a aïllament de les inclemències meteorològiques. Els simples revestiments de cuir evolucionaran fins als rics i ornamentats guadamassils que resultaran més econòmics i alhora més resistents a la humitat que els tapissos brodats de seda, or i plata.
Entre els monuments més cèlebres a Espanya es pot esmentar el folre de cuir daurat de l'arqueta de Palència, els guadamassils daurats i pintats que decoren el sostre de dues sales a l'Alhambra de Granada, un curiós armari decorat amb guadamassils amb repussats platerescs que va figurar en la col·lecció Spitzer de Viena i diverses enquadernacions amb repussats mudèjars i platerescs com el Missal de Toledo del segle xiv i altres en biblioteques particulars.

### Principals suports
Els guadamassils són realitzats a partir de pells adobades, és a dir, pells que han rebut un procés d'adob per tal d'estabilitzar el teixit col·lagènic convertint-lo en un material més resistent a la putrefacció i menys hidrolitzable, de manera que s'aconsegueix una textura, una resistència i uns propietats finals adequades pel seu ús pràctic.
Antigament s'emprava l'adob vegetal, l'adob amb oli de peix i l'adob amb alum. Modernament s'han incorporat diferents adobs sintètics i minerals.
- Badana: és el nom que rep la pell d'ovella o moltó adobada amb matèries vegetals. Es caracteritza per ser una pell relativament prima, amb una gran flexibilitat i suavitat. La badana ha estat utilitzada per enquadernació, confecció de sabates i indumentària, i era el tipus de pell generalment emprat en la fabricació dels guadamassils.

- Cuir: és la pell adobada d'animals grossos caracteritzada pel seu gruix, duresa i compacitat. El cuir ha estat sotmès al mateix tractament estabilitzador, però aplicat a pells procedents de diferents tipus d'animals.

- Pell crua: és una varietat del pergamí. La pell crua segueix un procés similar al dels pergamins, o sigui no rep cap adob, però no té com a tret característic una superfície tant llisa i fina com la del pergamí, a més de ser un material translúcid.

- Pell amb pèl: és pell adobada per la cara oposada al pèl i que conserva el pel o la llana naturals de l'animal. El tipus de pell amb pèl més utilitzat antigament era la pell de cabra, però avui en dia és molt estès l'ús de pells de be que conserven la llana, també s'utilitzen la pell del visó europeu, la llúdriga, etc.; per tenir un pèl de bellesa especial.

- Camussa: pell principalment d'ovella o cabra, tot i que originàriament procedia d'isard, adobada amb oli de peix que li dona una qualitat final molt suau i flexible, de color groguenc i que permet ser rentada.

- Pergamí: és una pell no adobada. Les pells primes, procedents d'ovella, cabra i vedells, després d'un rentat, són depilades amb calç, desgreixades, assecades de manera que quedin opaques i raspades amb pedra tosca, allisant-les durant tot el procés.

### Tècniques decoratives

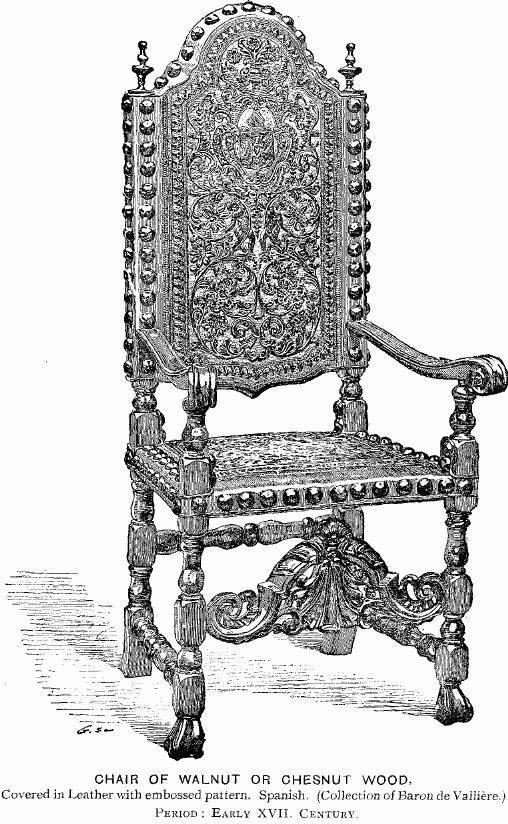
Il·lustració de cadira espanyola de principis del, amb cuir gravat

Les principals feines artístiques que es fan en el cuir són: 
- Brodadura: decoració de la pell amb motius cosits amb materials de dieferents qualitats i textures com fils de seda, lli, cànem, or, argent o bé fines tires de pell i badana.

- Calament: treball realitzat a la pell, fent-hi forats o ratllant-ne trossos per tal d'aconseguir diferents motrius ornamentals.

- Clavetejament: ornamentació de la pell, generalment llisa, amb l'aplicació de claus o tatxes metàl·liques de diverses mides i formes. El clavetejat el trobem sobretot en caixes, baguls i arquetes.

- Colrament: aplicació d'un vernís transparent tenyit de color groc, sobre una superfície metàl·lica brunyida de plata o estany, per tal d'imitar l'or. El color daurat dels guadamassils, és fruit de la capa de colradura situada a sobre dels fulls de plata brunyits que estan enganxats sobre la pell. La colradura també suposa una capa de protecció a l'oxidació de la plata.

- Relleu: s'assoleix rebaixant certes parts del cuir, prèviament dibuixades, per aconseguir figures en baix relleu.

- Emmotllament: els cuirs bullits, després d'un estovat amb aigua, permeten ser modelats manipulant-los sobre un nucli de fusta o pedra se li dona la forma desitjada i posteriorment s'assequen amb calor o introduint-los en aigua bullent. La pell o el cuir modelats així s'impregnen amb cera o resina i s'hi poden aplicar diferents tècniques decoratives:

- Gravadura o cisellament: es realitza amb un objecte punxant, que penetra fins a un terç del gruix de la peça, realitzant diferents dibuixos.

- Repussament: relleu obtingut per pressió amb ferros o planxes calentes.

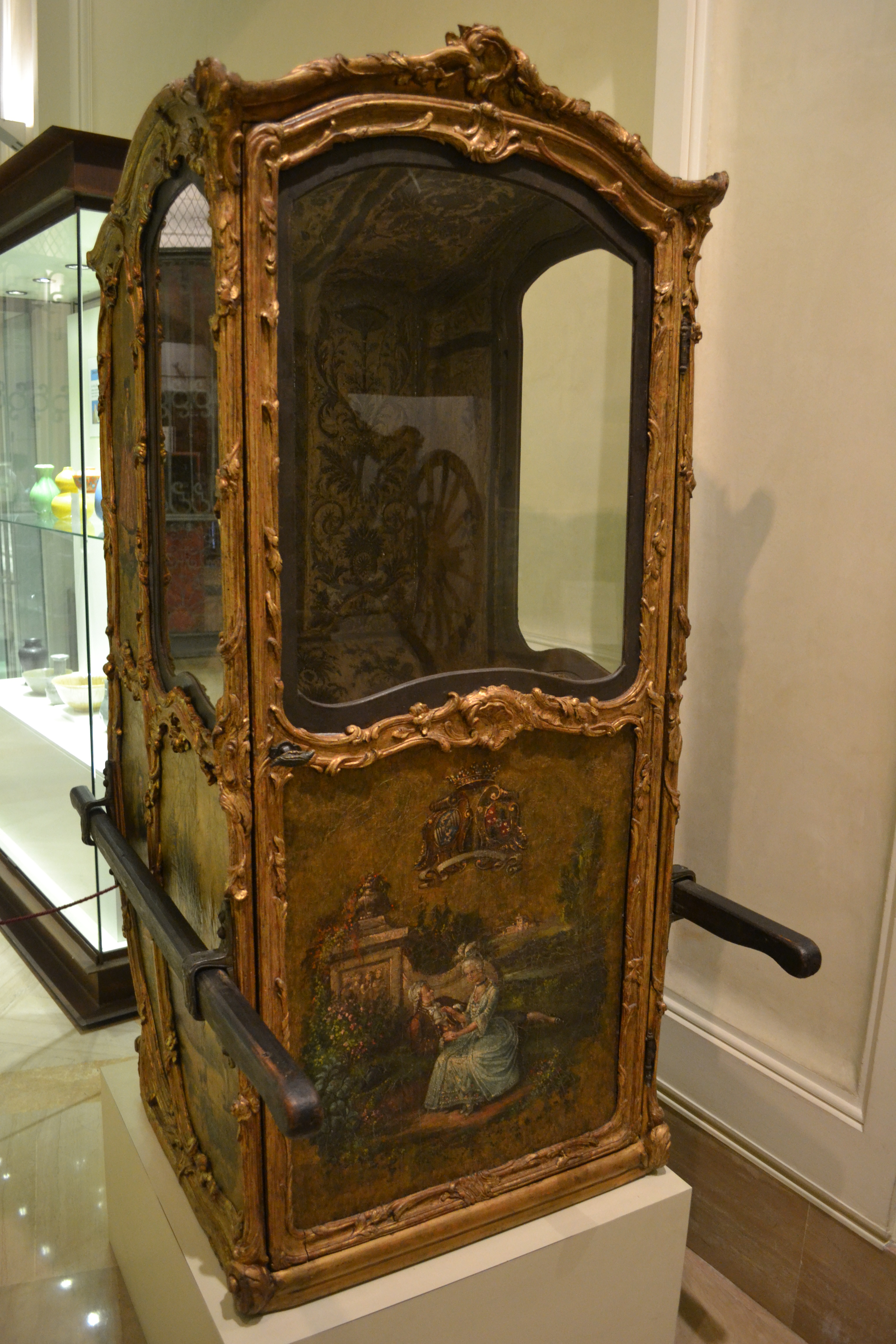
Cadira de mà espanyola, de fusta daurada en la seva part visible i revestida de cuir repussat i policromat —guadamassil—. L'interior va folrat de ras blanc brocat d'argent. Segle XVIII. Sala de carruatges del Palau del Marqués de Dosaigües.

- Puntejament i Martellament: es realitza mitjançant un punxó i un martell, l'ornamentació sol ser a base de línies i punts.

- Mosaic: consisteix en la unió i juxtaposició de pells de colors, qualitats i textures diferents amb una finalitat decorativa.

- Coloració: tenyir el cuir amb substàncies tintòries, mitjançant banys en calent fent que el pigment penetri en la pell.

- Estampament amb motlle: consisteix a estampar relleus i motius decoratius, mitjançant un motlle de fusta.

- Dauradura: pell coberta amb pa d'or o pa d'argent, que li confereix l'aspecte del metall en qüestió, aquest procés no penetra en la pell, és un procés en superfície.

- Policromatge: aplicació de pintura sobre els fulls d'argent que cobreixen els guadamassils.

- Ferretejament: es caracteritza per l'aplicació sobre els fons daurats, platejats o policromats de la pell d'un ferro fred que pot tenir diferents dibuixos.

- Gofratge: es realitza amb l'aplicació de ferros calents sobre la pell de color natural i dona com a resultat motius de color més torrat i produeix generalment un baix relleu.

- Tallament: té per finalitat treure, mitjançant un raspat, la cara més externa de al flor de al pell i deixar una superfície llisa i mat que contrasta amb la resta, en la qual hi poden haver uns motius ornamentals que conserven la brillantor i textura de la pell.

Els diferents colors que presenta el cuir, s'obtenen de la següent forma:
- negre, mullant el cuir amb sulfat de ferro, especialment si abans s'ha cobert amb potassa
- bru, amb diverses mans de potassa
- gris, amb el permanganat de potassi
- blau, amb l'indi
- groc, amb els cromats de bari i de zinc
- verd, amb mans de groc i de blau
- vermell, amb la cotxinilla
- granat, amb cartamina
- ataronjat, posant el vermell sobre el groc